# Dancheng
För andra betydelser, se Dancheng (olika betydelser).
Dancheng är ett härad som lyder under Zhoukous stadsprefektur i Henan-provinsen i centrala Kina.